# 萊陽市
萊陽市（らいよう-し）は、中華人民共和国山東省煙台市にある県級市。1987年4月、萊陽県より県級市に昇格。梨が特産。

## 行政区画
- 街道：城廂街道、古柳街道、竜旺荘街道、馮格荘街道、柏林荘街道
- 鎮：沐浴店鎮、団旺鎮、穴坊鎮、羊郡鎮、姜疃鎮、万第鎮、照旺荘鎮、譚格荘鎮、河洛鎮、呂格荘鎮、高格荘鎮、大夼鎮、山前店鎮

## 企業
- 魯花集団 - 食用油メーカー大手。
- 煙台北海食品 - 台湾系企業で、日本及び欧米向け冷凍野菜や野菜惣菜の製造。2008年、日本のニチレイに出荷した冷凍インゲンに農薬ジクロルボスが混入する事件が発生した。ただし、人為的に混入された疑いが濃厚。
- 山東朝日緑源農業 - 無農薬による循環型農業生産法人で、アサヒビール、伊藤忠商事、住友化学共同出資の日系企業。
- 煙台日魯大食品 - 日本のマルハニチロと現地法人龍大食品集団との合弁企業。
- 山東欣和神州一食品 - 宮坂醸造による現地法人。